# Kup
Kup község Veszprém vármegyében, a Pápai járásban.

## Fekvése
Pápa déli vonzáskörzetében, Bakonypölöske és Pápakovácsi között fekszik. Közúton a Devecsertől (a 8-as főúttól) a 83-as főút pápai elkerülő szakaszáig húzódó 8402-es úton érhető el, vasútvonal nem érinti.

## Története
A település már az újkőkorban is lakott volt, de az itt végzett régészeti kutatások során a bronz-korból és a rómaiak idejéből is kerültek elő leletek.
A falu nevét egy 1240-ből való oklevél említette először írásos formában, ekkor a pápai uradalomhoz tartozott. Később Szapolyai István, majd a 16. századtól az Enyingi Török család birtoka lett.
A török hódoltság alatt Kup is elnéptelenedett, de a török idők elmúltával újra benépesült. Az Enyingi Török család kihalása után a falut az Esterházyak kapták meg adományként.
Lakossága a 18. század végén 600 fő volt, mely 1857-re 918 főre növekedett, de lakóinak száma mára ismét csökkenőben van.

## Közélete

### Polgármesterei
- 1990–1994: Harkai Lászlóné (független)[3]
- 1994–1998: Harkai Lászlóné (független)[4]
- 1998–2002: Varga István (független)[5]
- 2002–2006: Varga István (független)[6]
- 2006–2010: Varga István (független)[7]
- 2010–2014: Varga Éva Teréz (független)[8]
- 2014–2019: Hiér Judit (független)[9]
- 2019–2024: Varga Imre (független)[10]
- 2024– : Varga Imre (független)[1]

## Népesség
A település népességének változása:
| Lakosok száma | 475  | 471  | 460  | 420  | 418  | 420  | 415  |
|               | 2013 | 2014 | 2015 | 2021 | 2022 | 2023 | 2024 |

A 2011-es népszámlálás során a lakosok 98,1%-a magyarnak, 12,7% németnek, 14,2% cigánynak mondta magát (1,9% nem nyilatkozott; a kettős identitások miatt az végösszeg nagyobb lehet 100%-nál). A vallási megoszlás a következő volt: római katolikus 56%, református 11,8%, evangélikus 6,2%, felekezeten kívüli 5,2% (18,9% nem nyilatkozott).
2022-ben a lakosság 95,9%-a vallotta magát magyarnak, 13,4% németnek, 12% cigánynak, 0,2% szlováknak, 1,9% egyéb, nem hazai nemzetiségűnek (4,1% nem nyilatkozott; a kettős identitások miatt a végösszeg nagyobb lehet 100%-nál). Vallásuk szerint 34,7% volt római katolikus, 10,3% református, 4,3% evangélikus, 1,7% egyéb keresztény, 8,1% egyéb katolikus, 7,2% felekezeten kívüli (33,7% nem válaszolt).

## Nevezetességei
- Református templom (1811)
- Szent György római katolikus templom (1847)
- Kupi erdő - 2003-ban itt a község területén található erdőben létrehozták az Esterházy Erdészeti Erdei Iskola és Oktatási Központot és az 1 és 4 km hosszú Tallós Pálról elnevezett tanösvényeket. E védett erdőben található a védett halvány sáfrány (Crocus variegatus) lelőhelye is.

## Nevezetes személyek
- Itt született Antal József görzsönyi lelkész, pápai esperes (1835-1866).
- 1817 és 1833 között a kupi református gyülekezet lelkipásztora volt Édes Gergely költő.
- Itt született Fülöp József (1864-1949) lelkész, református egyházi író.